# Lena Nzume

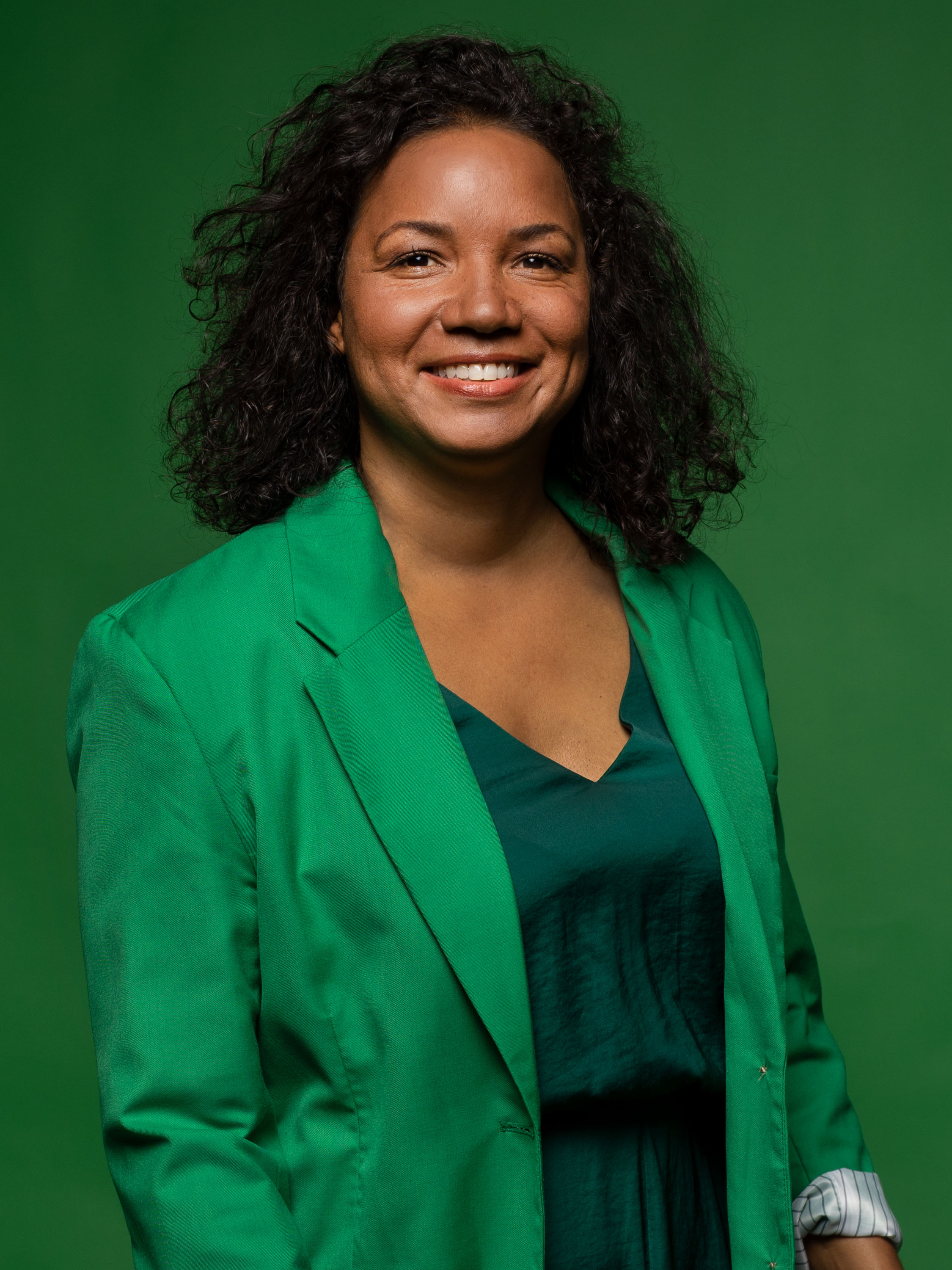
Lena Nzume (2022)

Lena Nzume (* 7. März 1980 in Kumba, Kamerun) ist eine deutsche Politikerin (Bündnis 90/Die Grünen) und Soziologin. Sie gehört seit 2022 dem Niedersächsischen Landtag an. Zuvor war sie wissenschaftliche Mitarbeiterin am Institut für Pädagogik der Carl von Ossietzky Universität Oldenburg.

## Leben
Lena Nzume ist Schwarze Deutsche und hat bis zum 8. Lebensjahr in Kamerun gelebt. Ihre Mutter, gebürtige Oldenburgerin, hat rund 10 Jahre in Kamerun gelebt. Sie arbeitete als Entwicklungshelferin bei dem Deutschen Entwicklungsdienst und hat gemeinsam mit dem Vater von Lena Nzume Entwicklungsprojekte in Kamerun durchgeführt.
Mit 8 Jahren kam Nzume nach Deutschland und besuchte in Westerstede im Landkreis Ammerland die Grundschule. Später besuchte sie die Europaschule Gymnasium Westerstede, wo sie 1999 das Abitur machte. Anschließend studierte sie von 2000 bis 2006 Soziologie, Politik-, Kunst- und Medienwissenschaften an der Universität Konstanz. Das Studium schloss sie 2006 als Magistra Artium (M.A) ab. Von 2009 bis 2014 arbeitete Nzume im Stiftungswesen, wo sie Projekte konzipierte und durchführte, um benachteiligte Kindern und Jugendlichen zu fördern. Während ihrer sechsjährigen Berufstätigkeit bis 2020 bei der Stadt Oldenburg war sie u. a. in der Koordinationsstelle für Migration und Teilhabe in der Stabstelle Integration tätig und später im Amt für Zuwanderung und Integration. Die Schwerpunkte ihrer Arbeit lagen in der Bildungs- und Empowermentarbeit von Migranten, um die Teilhabechancen dieser Menschen zu erhöhen, und der Netzwerkarbeit. Ab 2020 und bis zu ihrem Einzug in den Niedersächsischen Landtag war Nzume als wissenschaftliche Mitarbeiterin am Institut für Pädagogik der Carl von Ossietzky Universität Oldenburg tätig.
Lena Nzume ist alleinerziehende Mutter ihres 2006 geborenen Sohnes.

## Politisches Engagement
Seit 2014 ist Lena Nzume Mitglied bei der Partei Bündnis 90/Die Grünen. Sie ist beratendes Mitglied im Integrationsausschuss der Stadt Oldenburg. Bei den Kommunalwahlen 2021 kandidierte sie für den Oldenburger Stadtrat. Bei der Landtagswahl in Niedersachsen 2022 kandidierte Nzume als Direktkandidatin im Wahlkreis Oldenburg-Nord/West und auf dem Platz 17 der grünen Landesliste. Sie wurde über den Landeswahlvorschlag in den Niedersächsischen Landtag gewählt.

### Politische Zuständigkeiten
Als Abgeordnete im Niedersächsischen Landtag ist Nzume Mitglied im Kultusausschuss und im Ausschuss für Soziales, Gesundheit und Gleichstellung sowie stellvertretendes Mitglied im Ausschuss für Wissenschaft und Kultur und in der Kommission zu Fragen der Migration und Teilhabe. Sie ist außerdem bildungspolitische Sprecherin der grünen Landtagsfraktion und zuständig für die Themen Arbeit, Diversität und Inklusion an Schulen, Lehrkräftebildung, berufsbildende Schulen, berufliche Bildung und Gedenkstätten.

### Politische Positionen
Nzume setzt sich für eine klimaschützende, solidarische und diskriminierungskritische Gesellschaft ein, in der Ungleichheiten abgebaut werden und eine nachhaltige Lebensweise auch für kommende Generationen möglich ist. Außerdem setzt sie sich für ein inklusives Bildungssystem ein, in dem Kinder adäquat unterstützt und ihnen die notwendigen Kompetenzen vermittelt werden, um die Herausforderungen unserer Gesellschaft zu bewältigen.

## Mitgliedschaften
Nzume ist Mitglied im Verein alleinerziehender Mütter und Väter (VAMV), der Initiative Schwarzer Menschen in Deutschland (ISD) und in der NABU. Zudem ist sie Mitglied des Vereins United Against Racism und in der Deutschen Gesellschaft für Erziehungswissenschaften (DGfE).